# Chess Engines Grand Tournament
Chess Engines Grand Tournament (Grande Torneio de Motores de Xadrez), também conhecido como CEGT, é uma das mais conhecidas organizações que testa softwares de computadores enxadristas ao colocar os programas jogando uns contra outros e produzindo uma tabela de rating.
CEGT rotineiramente testa motores de xadrez profissionais e amadores em vários formatos de tempo tais como 40/4 (40 movimentos em 4 minutos), 40/40 (40 movimentos em 40 minutos), e 40/120 (40 movimentos em 120 minutos). As partidas 40/120 são consideradas os melhores jogos de computadores enxadrista disponíveis livremente online.
Em setembro de 2009, a equipe de teste foi composta por oito pessoas e coordenada por Heinz van Kempen, utilizando um total de vinte computadores pessoais. A equipe executou mais de 120.000 partidas, incluindo testes SMP.
Até 10 de agosto de 2008, o computador Rybka 3 x64 2CPU liderava a lista de rating de 40/20 com um ELO de 3196. O segundo motor atrás de outras versões do Rybka é o Zappa Mexico II x64 4CPU com 3012.